# Talbot Mercer Papineau
Le Major Talbot Mercer Papineau, MC, né le 25 mars 1883 à Montebello au  Québec, mort le 30 octobre 1917 à Passendale en Belgique, était un avocat et un soldat décoré au Canada. Il est le fils de Louis-Joseph Papineau et Caroline Rogers, et arrière-petit-fils du chef du mouvement patriote, Louis-Joseph Papineau.
Papineau  a été interprété par Justin Trudeau dans le téléfilm The Great War (en) produit par la CBC.